# Ngục tối và Rồng: Danh dự của kẻ trộm
Ngục tối và Rồng: Danh dự của kẻ trộm (tiếng Anh: Dungeons & Dragons: Honor Among Thieves) là một bộ phim điện ảnh Mỹ – Canada thuộc thể loại hành động – phiêu lưu kỳ ảo ra mắt vào năm 2023 do Jonathan Goldstein và John Francis Daley làm đạo diễn kiêm viết kịch bản. Dựa trên trò chơi Dungeons & Dragons, phim lấy bối cảnh chiến dịch Forgotten Realms và không có những mối liên hệ nào đến loạt phim Dungeons & Dragons được phát hành từ năm 2000 đến năm 2012. Phim có sự tham gia của Chris Pine, Michelle Rodriguez, Regé-Jean Page, Justice Smith, Sophia Lillis và Hugh Grant.
Việc sản xuất phim đã trải qua nhiều giai đoạn phát triển khác nhau từ năm 2013, bắt đầu từ Warner Bros. Pictures sau khi hãng này thắng Hasbro và Universal Pictures trong một vụ kiện xoay quanh các quyền chuyển thể trò chơi Dungeons & Dragons thành phim, trước khi chuyển sang Paramount Pictures, mỗi hãng có những nhà biên kịch và đạo diễn khác nhau. Goldstein và Daley là những nhà biên kịch/đạo diễn cuối cùng, qua việc sử dụng những yếu tố từ nỗ lực trước đó của đạo diễn Chris McKay và nhà biên kịch Michael Gilio. Phim được bắt đầu quay vào tháng 4 năm 2021 tại Iceland và sau đó là tại Bắc Ireland.
Ngục tối và Rồng: Danh dự của kẻ trộm được công chiếu tại South by Southwest vào ngày 10 tháng 3 năm 2023, và được lên lịch phát hành tại Mỹ vào ngày 31 tháng 3 năm 2023, bởi Paramount Pictures. Tại Việt Nam, phim được khởi chiếu vào ngày 21 tháng 4 năm 2023. Dù hầu hết nhận về những lời khen ngợi từ giới chuyên môn, song tác phẩm không thực sự thành công về mặt doanh thu khi chỉ thu về 208,2 triệu USD từ kinh phí sản xuất 150 triệu USD.

## Nội dung dự kiến
Một nhóm kẻ trộm vô tình đánh cắp một thánh vật cho tên Phù thuỷ Đỏ xấu xa, kẻ mà sử dụng nó để tạo ra một đội quân xác sống. Để sửa chữa sai lầm, nhóm thám hiểm mà không ai ngờ tới này bắt đầu thực hiện nhiệm vụ ngăn chặn Phù thuỷ Đỏ và giải cứu thế giới.

## Diễn viên
- Chris Pine trong vai Edgin Darvis[9]
- Michelle Rodriguez trong vai Holga Kilgore[10][11]
- Regé-Jean Page trong vai Xenk Yendar[10][11]
- Justice Smith trong vai Simon Aumar[10][12]
- Sophia Lillis trong vai Doric[1][10]
- Hugh Grant trong vai Forge Fitzwilliam[10]
- Daisy Head trong vai Sofina[13][14][10]
- Jason Wong trong vai Dralas[15]
- Chloe Coleman[16]
- Rylan Jackson[17]

Ngoài ra, dàn diễn viên của web series Critical Role từ thương hiệu Dungeons and Dragons đều có những vai diễn khách mời trong bộ phim. Nhóm nghệ sĩ hài Aunty Donna cũng tham gia lồng tiếng cho vai diễn những xác chết trong phim.

## Phát hành
Ngục tối và Rồng: Danh dự của kẻ trộm được công chiếu tại South by Southwest vào ngày 10 tháng 3 năm 2023, và được phát hành tại Mỹ vào ngày 31 tháng 3 do Paramount Pictures phân phối. Paramount sẽ xử lý việc phân phối phim trên toàn cầu, ngoại trừ quyền chiếu rạp tại Canada và Vương quốc Anh, những quyền mà sẽ được xử lý bởi Entertainment One. Ban đầu, phim dự kiến khởi chiếu vào ngày 23 tháng 7 năm 2021. Ngày phát hành sau đó bị dời sang ngày 19 tháng 11 năm 2021 để nhường chỗ cho phim Nhiệm vụ bất khả thi: Nghiệp báo – Phần 1, trước khi tiếp tục bị lùi sang ngày 27 tháng 5 năm 2022 do Đại dịch COVID-19. Tháng 4 năm 2021, ngày phát hành tiếp tục bị dời sang ngày 3 tháng 3 năm 2023. Ngày 21 tháng 4, 2022, tên chính thức của phim được công bố là Dungeons & Dragons: Honor Among Thieves. Tháng 11 năm 2022, phim bị lùi sang ngày 31 tháng 3 năm 2023. Tại Việt Nam, phim được khởi chiếu vào ngày 21 tháng 4 năm 2023.

## Tương lai
Vào tháng 2 năm 2022, một bộ phim truyền hình ngoại truyện được công bố rằng đang phát triển. Là một phần của "cách tiếp cận đa hướng" cho các dự án truyền hình, bộ phim được miêu tả là loạt phim người thật đóng "hàng đầu" và là "nền tảng" của nhiều dự án đang được phát triển, trong khi loạt phim sẽ "bổ sung" cho khía cạnh điện ảnh của nhượng quyền. Rawson Marshall Thurber dự kiến đóng vai trò sáng tác, biên kịch, điều hành sản xuất và dẫn chương trình cho loạt phim, bên cạnh việc đạo diễn tập phim thí điểm. Nhiều nền tảng và công ty phát trực tuyến khác nhau đã đấu thầu để tranh giành quyền phân phối. Vào tháng 1 năm 2023, có thông báo cho rằng bộ phim truyền hình sẽ bao gồm 8 tập, với Entertainment One và Paramount Pictures đóng vai trò sản xuất.